# Nam Tây

Vị trí tại Đài Nam

Nam Tây (tiếng Trung: 楠西區; bính âm: Nán xiqū) là một khu (quận) của thành phố Đài Nam, Trung Hoa Dân Quốc (Đài Loan). Địa hình của quận chủ yếu là đồi núi và thuộc về phần đuôi của dãy A Lý Sơn. Diện tích của Nam Tây là 109,6316 km², dân số vào tháng 8 năm 2011 là 10.477 người trong 3.565 hộ gia đình, mật độ cư trú đạt 95,6 người/km².